# John Stockwell
John Stockwell Samuels IV (Texas, Galveston, 1961. március 25.–) amerikai színész, rendező, producer, forgatókönyvíró és egykori modell.

## Fiatalkora és tanulmányai
Stockwell a texasi Galveston megyében született Ellen Richards és John S. Samuels III ügyvéd fiaként. Stockwell nővére Evelyn Welch történész, unokahúga pedig az énekes és dalszerző Florence Welch.
John a Harvard Egyetemre járt, majd ezzel egyidőben elkezdett New Yorkba ingázni, hogy részt vehessen a Vezérlő fény című szappanopera epizódjaiban.

## Pályafutása
Pályafutását nemzetközi modellként kezdte, ezalatt összebarátkozott Andy Warhollal.

## Magánélete
Stockwell felesége Helene Henderson szakács és ételszállító. Három közös gyermekük van.

## Filmográfia

### Film

#### Rendező, író és producer
| Év   | Magyar cím                     | Eredeti cím          | Feladatkör | Feladatkör | Feladatkör |
| Év   | Magyar cím                     | Eredeti cím          | Rendező    | Író        | Producer   |
| ---- | ------------------------------ | -------------------- | ---------- | ---------- | ---------- |
| 2001 | Rocksztár                      | Rock Star            | Nem        | Igen       | Nem        |
| 2001 | Őrült és gyönyörű              | Crazy/Beautiful      | Igen       | Nem        | Nem        |
| 2002 | Sorsdöntő nyár                 | Blue Crush           | Igen       | Igen       | Nem        |
| 2005 | A tenger vadjai                | Into the Blue        | Igen       | Nem        | Nem        |
| 2006 | Végzetes kitérő                | Turistas             | Igen       | Nem        | Igen       |
| 2008 | A cél szerelmesíti az eszközt… | Middle of Nowhere    | Igen       | Nem        | Igen       |
| 2011 |                                | Killer in the Family | Igen       | Igen       | Nem        |
| 2011 | Mint macska az egérrel         | Cat Run              | Igen       | Nem        | Nem        |
| 2012 | Sötét hullám                   | Dark Tide            | Igen       | Nem        | Nem        |
| 2014 |                                | Kid Cannabis         | Igen       | Igen       | Nem        |
| 2014 | Kontroll nélkül                | In the Blood         | Igen       | Nem        | Nem        |
| 2014 |                                | Cat Run 2            | Igen       | Nem        | Nem        |
| 2016 | Kickboxer: A bosszú ereje      | Kickboxer: Vengeance | Igen       | Nem        | Nem        |
| 2016 | Visszaszámlálás                | Countdown            | Igen       | Nem        | Nem        |
| 2017 | Válaszcsapás                   | Armed Response       | Igen       | Nem        | Nem        |

#### Színész
| Év   | Magyar cím            | Eredeti cím                 | Szerep                | Magyar hang     |
| ---- | --------------------- | --------------------------- | --------------------- | --------------- |
| 1981 | Ez igen!              | So Fine                     | Jim Sterling          | Fazekas István  |
| 1983 | A szerelemben vesztes | Losin’ It                   | "Spider"              |                 |
| 1983 | Christine             | Christine                   | Dennis Guilder        | Markovics Tamás |
| 1983 | Christine             | Christine                   | Dennis Guilder        | Csőre Gábor     |
| 1983 | Eddie és a cirkálók   | Eddie and the Cruisers      | Keith Livingston      |                 |
| 1984 | Határsértők           | City Limits                 | Lee                   | Kerekes József  |
| 1985 | Radioaktív álmok      | Radioactive Dreams          | Phillip Chandler      |                 |
| 1985 | Az én kis kísérletem  | My Science Project          | Michael Harlan        |                 |
| 1986 |                       | Dangerously Close           | Randy McDevitt        |                 |
| 1986 | Top Gun               | Top Gun                     | Cougar                | Csankó Zoltán   |
| 1991 |                       | Miliardi                    | David Phipps          |                 |
| 1991 |                       | Born to Ride                | Jack Hassler százados |                 |
| 1995 | Intercept hadművelet  | Aurora: Operation Intercept | Andy Aldrich          | Bognár Zsolt    |
| 1995 |                       | I Shot a Man in Vegas       | Grant                 |                 |
| 1997 |                       | The Nurse                   | Jack Martin           |                 |
| 1997 | Halálos mulatság      | Stag                        | Victor Mallick        | Holl Nándor     |
| 1997 | Halálos mulatság      | Stag                        | Victor Mallick        | Czvetkó Sándor  |
| 1997 |                       | Legal Deceit                | Adam                  |                 |
| 2006 | Végzetes kitérő       | Turistas                    | hátizsákos kiránduló  |                 |
| 2008 |                       | Ride the Wake (rövidfilm)   | Grant                 |                 |
| 2012 |                       | Breaking the Girls          | David Layton          |                 |

### Televízió

#### Rendező, író és producer
| Év        | Magyar cím                    | Eredeti cím                              | Feladatkör | Feladatkör | Feladatkör | Megjegyzések |
| Év        | Magyar cím                    | Eredeti cím                              | Rendező    | Író        | Producer   | Megjegyzések |
| --------- | ----------------------------- | ---------------------------------------- | ---------- | ---------- | ---------- | ------------ |
| 1997      | Szilikon völgy (Kebelbarátok) | Breast Men                               | Nem        | Igen       | Nem        | tévéfilm     |
| 2000      | Csalók                        | Cheaters                                 | Igen       | Nem        | Nem        | tévéfilm     |
| 2003      |                               | The Break                                | Igen       | Igen       | Vezető     | tévéfilm     |
| 2007–2009 | L                             | The L Word                               | Igen       | Nem        | Nem        | 4 epizód     |
| 2012      | Geronimo hadművelet           | Seal Team 6: The Raid on Osama Bin Laden | Igen       | Nem        | Nem        | tévéfilm     |

#### Színész
| Év   | Magyar cím                       | Eredeti cím                      | Szerep             | Megjegyzések                                |
| ---- | -------------------------------- | -------------------------------- | ------------------ | ------------------------------------------- |
| 1983 |                                  | Quarterback Princess             | Scott Massey       | tévéfilm                                    |
| 1985 | Észak és Dél                     | North and South                  | Billy Hazard       | minisorozat (4 epizód)                      |
| 1987 |                                  | Trying Times                     | Maxwell Fletcher   | 1 epizód                                    |
| 1987 |                                  | Billionaire Boys Club            | Brad Sedgwick      | minisorozat (2 epizód)                      |
| 1988 | Péntek 13.                       | Friday the 13th: The Series      | Tim Ayres          | 1 epizód                                    |
| 1989 |                                  | Nightmare Classics               | Malcolm Barrington | 1 epizód                                    |
| 1992 |                                  | The Young Riders                 | Bill Barlow        | 1 epizód                                    |
| 1994 | Nyomoz a páros: Eszelős szerelem | Hart to Hart: Crimes of the Hart | Peter Rubin        | tévéfilm                                    |
| 1997 | Szilikon völgy (Kebelbarátok)    | Breast Men                       | Robert Renaud      | - tévéfilm - magyar hangja: - Sztarenki Pál |
| 2000 | Csalók                           | Cheaters                         | hírproducer        | tévéfilm                                    |
| 2018 | Szökés Dannemorából              | Escape at Dannemora              | faház tulajdonosa  | minisorozat (1 epizód)                      |

## Fordítás
- Ez a szócikk részben vagy egészben  a   John Stockwell (actor) című angol Wikipédia-szócikk fordításán alapul.  Az eredeti cikk szerkesztőit annak laptörténete sorolja fel. Ez a jelzés csupán a megfogalmazás eredetét és a szerzői jogokat jelzi, nem szolgál a cikkben szereplő információk forrásmegjelöléseként.